# Liste von Burgen, Schlössern und Festungen im Département Gers
Die Liste von Burgen, Schlössern und Festungen im Département Gers listet bestehende und abgegangene Anlagen im Département Gers auf. Das Département zählt zur Region Okzitanien in Frankreich.

Wappen des Départements Gers (32)
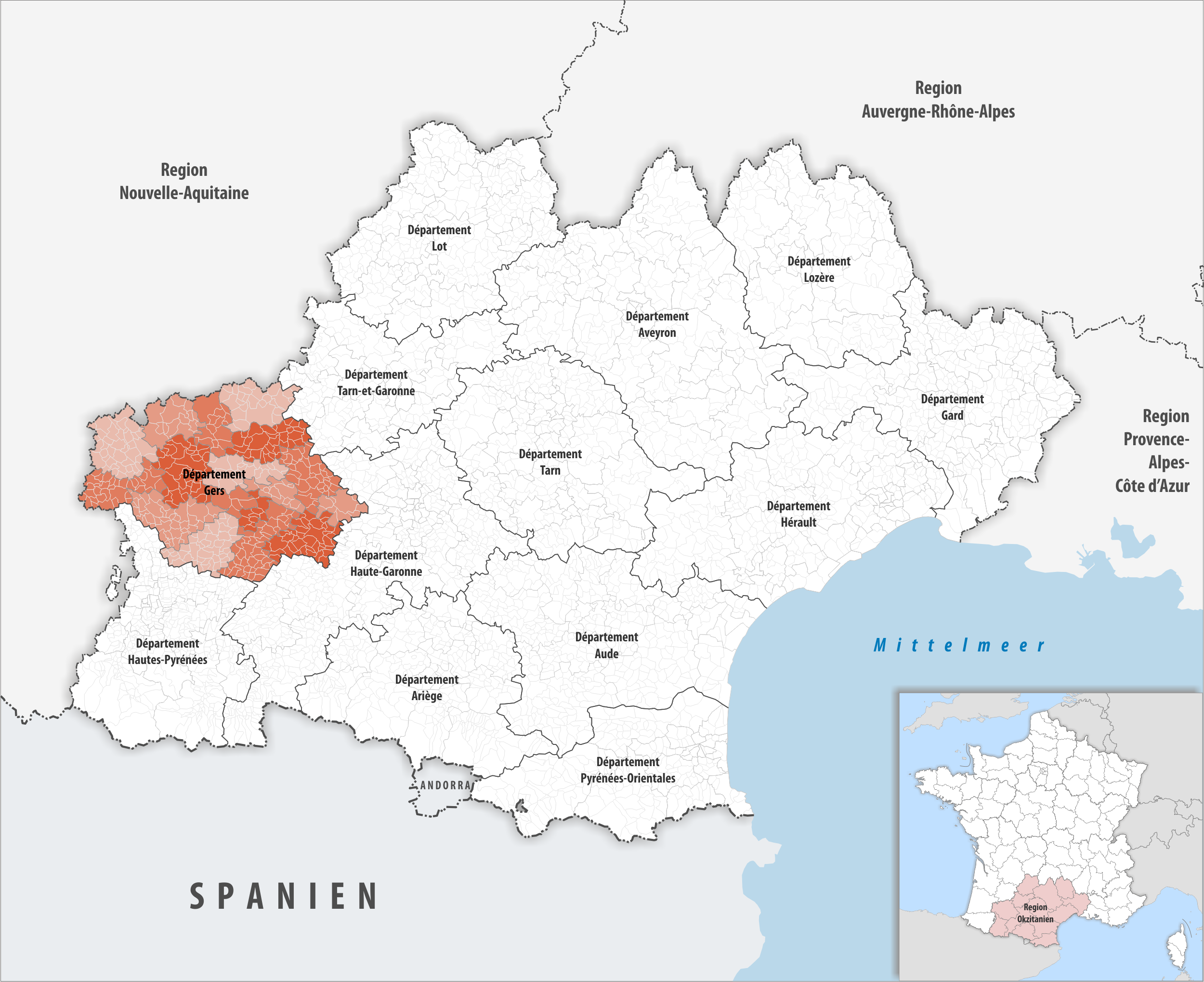
Lage des Départements Gers in der Region Okzitanien
Lage der Region Okzitanien in Frankreich

## Liste
Bestand am 3. November 2022: 52
| Name deu / fra                                            | Gemeinde / Lage                           | Typ (Untertyp)          | Bemerkungen                                                                                       | Bild |
| --------------------------------------------------------- | ----------------------------------------- | ----------------------- | ------------------------------------------------------------------------------------------------- | ---- |
| Schloss Ampelle Château d'Ampelle                         | Pergain-Taillac 44,051389° N, 0,563333° O | Schloss                 |                                                                                                   |      |
| Burg Avensac Château d'Avensac                            | Avensac                                   | Burg                    |                                                                                                   |      |
| Schloss Avezan Château d'Avezan                           | Avezan                                    | Schloss                 |                                                                                                   |      |
| Schloss Bassoues Château de Bassoues                      | Bassoues                                  | Schloss                 | Wohngebäude mit einem Donjon erhalten                                                             |      |
| Schloss Belmont Château de Belmont                        | Belmont                                   | Schloss                 |                                                                                                   |      |
| Herrenhaus Béraut Manoir de Béraut                        | Béraut                                    | Schloss (Herrenhaus)    |                                                                                                   |      |
| Schloss Bordeneuve Château de Bordeneuve                  | Masseube                                  | Schloss (Herrenhaus)    | Abgegangen                                                                                        |      |
| Schloss Le Busca-Maniban Château du Busca-Maniban         | Mansencôme                                | Schloss                 |                                                                                                   |      |
| Schloss Cassaigne Château de Cassaigne                    | Cassaigne                                 | Schloss                 |                                                                                                   |      |
| Schloss Castelmore Château de Castelmore                  | Lupiac 43,710746° N, 0,157713° O          | Schloss                 | Hier wuchs d’Artagnan auf, den Alexandre Dumas in seinem Roman Die drei Musketiere berühmt machte |      |
| Schloss Castelnau d’Auzan Château de Castelnau d'Auzan    | Castelnau-d’Auzan                         | Schloss                 |                                                                                                   |      |
| Schloss Caubet Château de Caubet                          | Béraut                                    | Schloss                 |                                                                                                   |      |
| Schloss Caumont Château de Caumont                        | Cazaux-Savès                              | Schloss                 |                                                                                                   |      |
| Schloss Le Clavary Château du Clavary                     | Ordan-Larroque                            | Schloss                 |                                                                                                   |      |
| Schloss Ensoulès Château d'Ensoulès                       | Béraut                                    | Schloss                 |                                                                                                   |      |
| Burg Esclignac Château d'Esclignac                        | Monfort                                   | Burg                    |                                                                                                   |      |
| Schloss Espujos Château de Espujos                        | Ordan-Larroque                            | Schloss                 |                                                                                                   |      |
| Schloss Fieux Château de Fieux                            | Miradoux                                  | Schloss                 |                                                                                                   |      |
| Schloss Fourcès Château de Fourcès                        | Fourcès                                   | Schloss                 |                                                                                                   |      |
| Schloss Gachepouy Château de Gachepouy                    | Castet-Arrouy                             | Schloss                 | Ruine                                                                                             |      |
| Schloss Herrebouc Château de Herrebouc                    | Saint-Jean-Poutge                         | Schloss                 |                                                                                                   |      |
| Schloss Labarrère Château de Labarrère                    | Labarrère                                 | Schloss                 |                                                                                                   |      |
| Schloss Lacassagne Château de Lacassagne                  | Saint-Avit-Frandat                        | Schloss                 |                                                                                                   |      |
| Burg Larressingle Château de Larressingle                 | Larressingle                              | Burg                    | Ruine                                                                                             |      |
| Schloss Larroque Chateau Larroque                         | Ordan-Larroque                            | Schloss                 |                                                                                                   |      |
| Burg Lasserre Château de Lasserre                         | Béraut                                    | Burg                    | Heute ein Bauernhof                                                                               |      |
| Schloss Lavardens Château de Lavardens                    | Lavardens                                 | Schloss                 |                                                                                                   |      |
| Schloss Léberon Château de Léberon                        | Cassaigne                                 | Schloss                 |                                                                                                   |      |
| Schloss Loubersan Château de Loubersan                    | Loubersan                                 | Schloss                 |                                                                                                   |      |
| Schloss Madirac Château de Madirac                        | La Romieu                                 | Schloss                 |                                                                                                   |      |
| Schloss Magnas Château de Magnas                          | Magnas                                    | Schloss                 |                                                                                                   |      |
| Schloss Maignaut Château de Maignaut                      | Maignaut-Tauzia                           | Schloss                 |                                                                                                   |      |
| Schloss Malaussane Château de Malaussane                  | Béraut                                    | Schloss                 |                                                                                                   |      |
| Schloss Manlèche Château de Manlèche                      | Pergain-Taillac                           | Schloss                 |                                                                                                   |      |
| Burg Mansencôme Château de Mansencôme                     | Mansencôme                                | Burg                    |                                                                                                   |      |
| Schloss Mauhic Château de Mauhic                          | Loubédat                                  | Schloss                 |                                                                                                   |      |
| Schloss Mazères Château de Mazères                        | Barran                                    | Schloss                 |                                                                                                   |      |
| Burg Meilhan Chateau Vieux de Meilhan                     | Ordan-Larroque                            | Burg                    |                                                                                                   |      |
| Schloss Meilhan Chateau de Meilhan (Château de Caubinot)  | Ordan-Larroque                            | Schloss                 |                                                                                                   |      |
| Burg Mirande Château de Mirande                           | Mirande                                   | Burg (Befestigungen)    | Abgegangen                                                                                        |      |
| Burg Montaut-les-Créneaux Château de Montaut-les-Créneaux | Montaut-les-Créneaux                      | Burg (Befestigtes Dorf) | Teilweise erhalten                                                                                |      |
| Schloss Moulié Château Moulié                             | Pergain-Taillac                           | Schloss                 |                                                                                                   |      |
| Schloss Plieux Château de Plieux                          | Plieux                                    | Schloss                 |                                                                                                   |      |
| Schloss Razengues Château de Razengues                    | Razengues                                 | Schloss                 |                                                                                                   |      |
| Burg Rouillac Château de Rouillac (Rouilhac, Roulhac)     | Gimbrède                                  | Schloss                 |                                                                                                   |      |
| Schloss Saint-Blancard Château de Saint-Blancard          | Saint-Blancard                            | Schloss                 |                                                                                                   |      |
| Burg Saint-Louis Castel Saint-Louis                       | Ordan-Larroque                            | Burg                    |                                                                                                   |      |
| Burg Sainte-Mère Château de Sainte-Mère                   | Sainte-Mère                               | Burg                    | Ruine                                                                                             |      |
| Wehrkirche Simorre Château de Simorre                     | Simorre                                   | Burg (Wehrkirche)       |                                                                                                   |      |
| Burg Le Tauzia Château du Tauzia                          | Maignaut-Tauzia                           | Burg                    | Ruine                                                                                             |      |
| Burg Termes-d’Armagnac Tour de Termes-d'Armagnac          | Termes-d’Armagnac                         | Burg                    | Ruine mit Donjon                                                                                  |      |
| Schloss Terraube Château de Terraube                      | Terraube                                  | Schloss                 |                                                                                                   |      |